# Ridgway-guvat
A Ridgway-guvat (Rallus obsoletus) a madarak osztályának darualakúak (Gruiformes) rendjébe és a guvatfélék (Rallidae) családjába tartozó faj.
A magyar név forrással nincs megerősítve, lehet, hogy az angol név tükörfordítása (Ridgway's rail).

## Rendszerezése
A fajt Robert Ridgway amerikai ornitológus írta le 1874-ben, Rallus elegans var. obsoletus néven. Egyes szakértők szerint a mangroveguvat (Rallus longirostris) alfaja Rallus longirostris obsoletus néven.

## Előfordulása
Az Amerikai Egyesült Államok délnyugati és Mexikó nyugati részén honos. Természetes élőhelyei a szubtrópusi és trópusi mangroveerdők, tengerpartok, sós mocsarak, édesvizű mocsarak, lápok és tavak környéke. Állandó, nem vonuló faj.

## Életmódja
Elsősorban kagylóval, ízeltlábúakkal, csigákkal, férgekkel és apró halakkal táplálkozik.

## Szaporodása
Fészekalja 4-14 tojásból áll.

## Természetvédelmi helyzete
Az elterjedési területe nagyon nagy, de csökken, egyedszáma 10000-19999 példány közötti és szintén csökken. A Természetvédelmi Világszövetség Vörös listáján mérsékelten fenyegetett fajként szerepel.